# Tomáš Janků
Tomáš Janků (Jablonec nad Nisou, 27 december 1974) is een Tsjechische hoogspringer. Hij nam driemaal deel aan de Olympische Spelen, met een zevende plaats als beste resultaat.

## Loopbaan
Zijn eerste succes behaalde Janků in 1992 toen hij in het nog ongedeelde Tsjecho-Slowakije kampioen hoogspringen werd. Een jaar later won hij voor Tsjechië een bronzen medaille op het EK voor junioren achter Aleksandr Zhuravlyov (goud) en Vjatsjelav Voronin (zilver).
Op de Olympische Spelen van Atlanta in 1996 werd hij veertiende. In 1998 won Janků een bronzen medaille op het EK indoor achter de Pool Artur Partyka (goud) en de Rus Vjatsjelav Voronin (zilver). Op de Olympische Spelen van Athene in 2004 sneuvelde hij in de kwalificatierondes met een hoogte van 2,20 m. Zijn persoonlijk record van 2,34 behaalde hij tijdens de Europese kampioenschappen van 2006 in Göteborg. In dat jaar won hij ook de IAAF wereldbeker atletiek 2006.
Zijn oudere broer Jan Janků is ook een prominent hoogspringer. Ook zijn beide ouders waren hoogspringers.
Janků is aangesloten bij TJ Dukla Praha.

## Titels
- Tsjecho-Slowaaks kampioen hoogspringen - 1992
- Tsjechisch kampioen hoogspringen - 1993, 1994, 1996, 1998, 1999, 2000, 2002, 2006
- Tsjechisch indoorkampioen hoogspringen - 1994, 1998, 1999, 2000, 2004

## Persoonlijke records
Outdoor
| Onderdeel          | Prestatie | Datum           | Plaats   |
| ------------------ | --------- | --------------- | -------- |
| hoogspringen       | 2,34 m    | 9 augustus 2006 | Göteborg |
| hink-stap-springen | 15,41 m   | 1 januari 2003  |          |

Indoor
| Onderdeel          | Prestatie | Datum            | Plaats |
| ------------------ | --------- | ---------------- | ------ |
| hoogspringen       | 2,34 m    | 6 februari 2007  | Brno   |
| hink-stap-springen | 14,72 m   | 22 februari 2009 | Praag  |

## Palmares

### hoogspringen
Kampioenschappen
- 1992: 7e WK voor junioren - 2,17 m
- 1993:  EK junioren - 2,18 m
- 1996:  Europacup B - 2,25 m
- 1996: 14e OS - 2,25 m
- 1998:  EK indoor - 2,29 m
- 1998:  Europese beker - 2,25 m
- 1999: 6e WK indoor - 2,25 m
- 1999:  Europese beker - 2,28 m
- 2002: 4e Grand Prix Finale - 2,28 m
- 2002: 6e EK indoor - 2,24 m
- 2002:  Europacup B - 2,30 m
- 2003: 6e WK indoor - 2,25 m
- 2003:  Europacup B - 2,30 m
- 2004: 15e in kwal. OS - 2,20 m
- 2006:  EK - 2,34 m
- 2006:  Wereldbeker - 2,28 m
- 2006: 7e Wereldatletiekfinale - 2,25 m
- 2007: 4e EK indoor - 2,25 m
- 2007: 5e WK - 2,30 m
- 2007: 7e Wereldatletiekfinale - 2,24 m
- 2008: 7e OS - 2,17 m

Golden League-podiumplaats
- 2002:  Bislett Games - 2,28 m